# Dírná
Dírná é uma comuna checa localizada na região da Boêmia do Sul, distrito de Tábor.